# 白茅 (電影)
《白茅》是一部在1939年上映的荷屬東印度（今印度尼西亞）電影，由鄭丁春執導，穆罕默德·莫赫達爾和哈迪查主演，講述年輕男子從土匪的手中解救愛人的故事，靈感來自泰山系列電影。本片使用從馬戲團借來的動物拍攝，花了一個月來完成，結果大收旺場。學者認為這部電影令東印度群島的電影業站穩陣腳，同時令馬來西亞和新加坡的電影產業得以起飛。

## 劇情
喜歡參加派對的年輕男子蘇希雅特（Suhiyat，穆罕默德·莫赫達爾飾）獲派到椰子種植園擔任管理人員，並開始跟年輕寡婦拉斯米娜（Rasmina，萊娜飾）一起生活。拉斯米娜喜歡蘇希雅特，喜歡拉斯米娜的卻是卡達（Karta，穆薩飾）。與此同時，蘇希雅特和土匪萊南（Rainan，比蘇飾）都愛上了一個名叫蘇拉蒂（Surati，哈迪查飾）的村女。為了追到蘇希雅特，拉斯米娜便收買萊南，希望對方能強娶蘇拉蒂，萊南在過程中卻遭到蘇拉蒂的反抗，於是他先綁架蘇拉蒂，然後坐船逃走，不料小船在半途沉沒，兩人都漂流到一座島嶼上。之後，蘇拉蒂跟島上的動物交朋友，萊南則糾合一群不法之徒，成為他們的頭目。
蘇拉蒂失蹤後，蘇希雅特一直悶悶不樂，拉斯米娜也開始後悔起來。拉斯米娜知道蘇拉蒂和萊南在甚麼地方，於是她登上島嶼，並利用自己能指揮大象的本領，阻止萊南再次綁走蘇拉蒂。接着蘇希雅特也來到島上，和蘇拉蒂重逢，兩人在森林對話期間，萊南卻突然率領手下出現，把蘇拉蒂綁走。
為了解救愛人，蘇希雅特便假冒土匪，潛入匪黨的大本營。他一發現蘇拉蒂，就把她救了回來，卻被萊南和一眾手下發現，結果掀起一場激烈的戰鬥。之後蘇希雅特和蘇拉蒂逃到森林裏去，萊南等人則從後追趕，本來他們快要抓到蘇希雅特和蘇拉蒂，可是拉斯米娜和好幾個警察及時出現，把萊南等人逮捕。這時，拉斯米娜告訴蘇希雅特，他的爸爸在死後給他留下了一筆豐厚的遺產。最後，蘇希雅特和蘇拉蒂結為夫妻，拉斯米娜也和卡達共諧連理。

## 製作過程
《白茅》是爪哇工業電影公司（Java Industrial Film）的作品，由鄭丁春擔任導演和監製。此前香港一個馬戲團到巴達維亞（今雅加達）進行演出，引起社會的廣泛關注，鄭丁春從中取得創作靈感，於是決定效仿當年在東印度群島很受歡迎的泰山系列電影，趁機拍攝一部叢林電影。在電影裏登場的動物包括一隻豹，牠們都是從馬戲團借回來的，由於租借期限只有一個月，所以鄭氏不得不加快速度，在一個月內完成電影。馬斯·薩爾迪則負責為本片譜寫配樂。
鄭丁春首先起用舞台劇演員穆薩（Musa）飾演卡達一角，然後開始挑選扮演蘇希雅特的演員，結果他在西爪哇省展玉一家理髮店相中熟悉馬來武術的足球員莫赫達爾。比蘇（Bissoe）則再次和鄭丁春合作，飾演萊南一角。鄭丁春希望把莫赫達爾和哈迪查塑造成一對螢幕情侶，跟陳氏影業的拉登·莫赫達爾、魯姬亞較量。

## 發行與反響
《白茅》在1939年11月上映，一直上映到1940年，宣傳廣告標榜這是東印度群島第一部叢林電影。結果本片在東印度群島和英屬馬來亞創下票房佳績，莫赫達爾也因而獲得了「爪哇泰山」（Tarzan van Java）的稱號，之後他簽約加盟爪哇工業電影公司，繼續為鄭氏效力。一年後，鄭氏再次起用莫赫達爾，為爪哇工業電影公司拍攝電影《亞齊彎刀》，並在影片中加入《白茅》未公開的鏡頭。
印尼電影史學家米斯巴赫·尤薩·比蘭認為，《白茅》和之前的《月光曲》（1937年）、《法蒂瑪》（1938年）一樣，令荷屬東印度的電影業站穩陣腳，馬來西亞文化學者邱玉清（Khoo Gaik Cheng）則認為《白茅》和《月光曲》一樣，令馬來西亞和新加坡的電影產業得以起飛。印尼電影學者艾基·伊曼查亞（Ekky Imanjaya）稱，《白茅》和改編自愛爾蘭小說《德拉库拉》（1897年，作者布莱姆·斯托克）的電影《微笑的面具》（1940年）、《活骷顱》（1941年）一樣，都受到了西方文藝作品的強烈影響，為東印度群島電影史開了先河。

## 腳註
1. 1 2  Biran 2009，第382頁.
2. 1 2 3  Biran 2009，第178–179頁.
3. 1 2 3  Biran 2009，第182頁.
4. 1 2 3  Biran 2009，第181頁.
5. ↑  Imanjaya 2006，第109頁.
6. 1 2  Khoo 2006，第90頁.
7. ↑  Sinamatek Indonesia, Moh Mochtar.
8. ↑  Biran 2009，第210頁.
9. ↑  Imanjaya 2006，第38頁.

## 外部連結
- 互联网电影数据库（IMDb）上《白茅》的资料（英文）